# Giáo hội Công lý

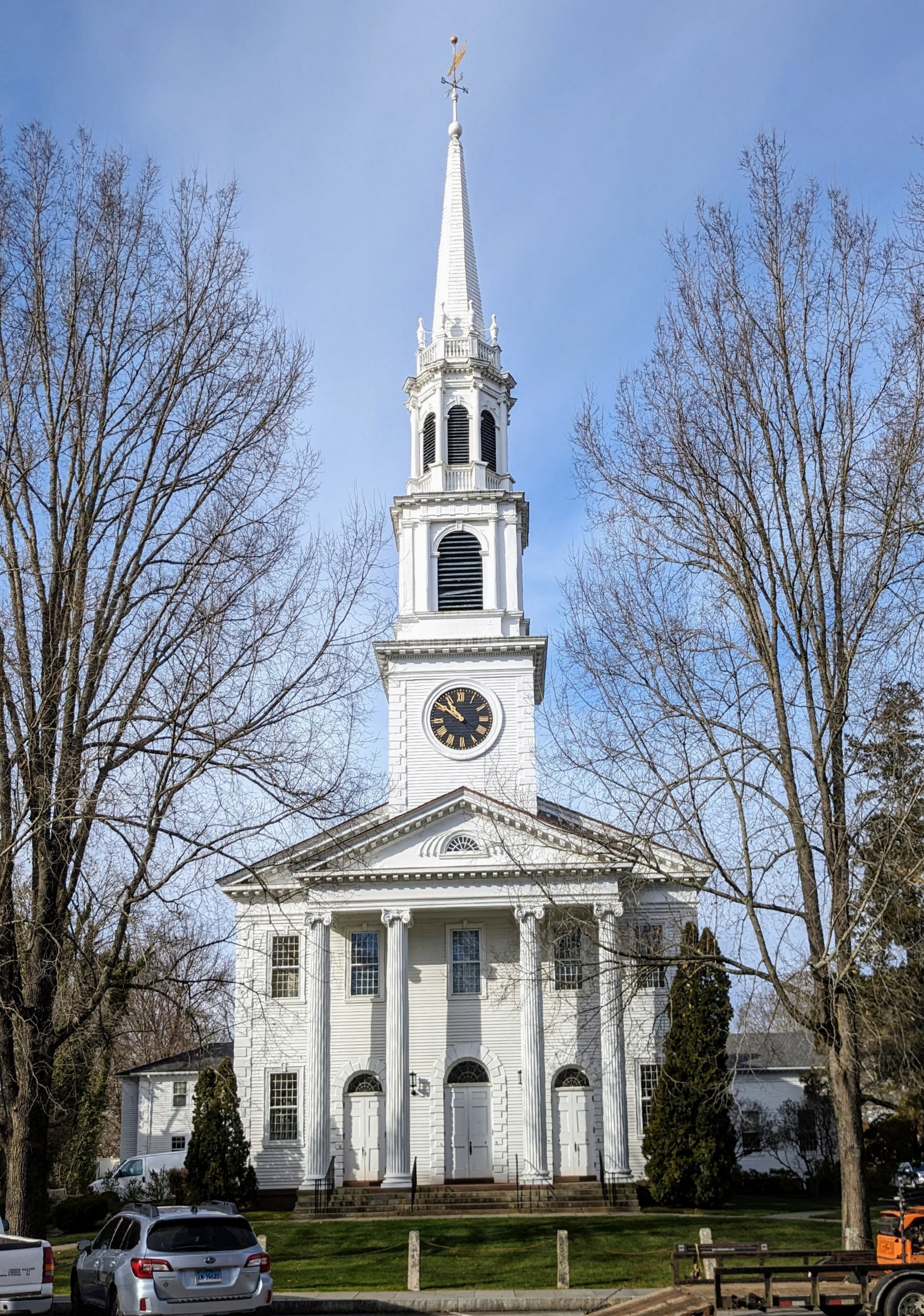
Hội Thánh Công lí Thứ nhất tại thị trấn Old Lyme, tiểu bang Connecticut.

Giáo hội Công lý (chữ Anh: Congregationalism, nghĩa gốc: Công chúng trị lí) hoặc gọi Hội Thánh Công lí, Hội Thánh Tự trị, Hội Thánh Tin Lành Tự trị, Hội Thánh Tự trị Cải cách, là một truyền thống Cơ Đốc giáo thuộc thần học Cải chính trong cộng đồng Tin Lành, lấy nguyên tắc quản trị hội thánh theo hình thức tự trị của từng hội chúng làm trọng tâm. Theo mô hình này, mỗi hội thánh địa phương có quyền điều hành độc lập và hoàn toàn tự chủ, không bị ràng buộc bởi một hệ thống giáo hội cấp cao hơn. Những nguyên lí tổ chức cốt lõi của Hội Thánh Tự trị đã được xác lập trong hai văn kiện lịch sử: Tuyên ngôn Cambridge năm 1648 và Tuyên ngôn Savoy năm 1658 – cả hai đều là bản tín điều của truyền thống Tự trị. Đây là hệ phái kế thừa trực tiếp nền thần học và tinh thần cải chính triệt để mà những tín đồ Thanh giáo chủ trương và phát triển.
Điểm nổi bật của Giáo hội Công lí là chủ trương chế độ quản trị hội thánh theo nguyên tắc cộng đồng, tức là mỗi hội thánh đều hoàn toàn độc lập và tự chủ, do chính các tín hữu địa phương điều hành, quản lí công việc thờ phượng và truyền giáo. Toàn thể tín hữu có quyền bình đẳng trong việc bầu chọn ban chấp sự, và trực tiếp quyết định việc mời gọi mục sư. Giáo hội Công lí không tán thành việc lập ra một cơ quan hành chính cấp cao để cai quản tất cả các hội thánh, mà chỉ chủ trương hình thành các tổ chức kết nối mang tính liên hiệp hữu nghị, do các hội thánh đồng đức tin tự nguyện tham gia. Các hội thánh theo mô hình công lí tiêu biểu có thể kể đến là Hội Thánh Tự trị (en) và một số Hội Thánh Báp-tít – bởi ở nhiều nơi, dù thuộc hệ phái khác, nhưng nếu áp dụng mô hình tổ chức hội chúng thì vẫn được xếp vào dạng “công lí”. Vì mục tiêu cốt lõi của Giáo hội Công lí chủ yếu xoay quanh thể chế tổ chức giáo hội, nên trong các lĩnh vực khác như nghi lễ, thần học hay giáo lí, các hội thánh có thể song song thuộc về những hệ phái khác. Chẳng hạn, nhiều Hội Thánh Báp-tít vẫn giữ hình thức báp-têm dìm ngập nước, truyền thống đặc trưng của hệ phái Báp-tít, nhưng tổ chức quản trị lại theo mô hình công lí. Nói cách khác, có thể “đồng quy nhi thù đồ” – nhiều con đường cùng dẫn đến một tinh thần chung về quản trị dân chủ trong hội thánh. 
Tại Vương quốc Anh, Phong trào Cải chính của những tín đồ Thanh giáo trong Giáo hội Anh đã đặt nền móng cho Hội Thánh Tự trị. Vào thời kì đầu, những người theo mô hình này thường được gọi là "Những người Li khai" hoặc "Độc lập" – nhằm phân biệt họ với những người Trưởng lão cũng theo chủ nghĩa Calvin nhưng lại tổ chức giáo hội theo chế độ trưởng lão tập thể (en). Sự dấn thân vào mô hình "mỗi hội thánh tự quản" của Hội Thánh Công lí được hệ thống hoá trong Tuyên ngôn Savoy – xem như bản "Hiến pháp giáo hội" cho phong trào. Những nhà thần học có công khai sáng truyền thống này gồm có Robert Browne, Henry Barrowe và John Greenwood – những gương mặt tiêu biểu trong làn sóng thoát li Anh giáo đòi độc lập hội thánh từ Giáo hội quốc lập. Tại Hoa Kỳ, Hội Thánh Tự trị được ghi nhận là kế thừa trực tiếp từ những tín đồ Thanh giáo di cư đến New England trong thế kỉ XVII. Họ là tác giả của Tuyên ngôn Cambridge năm 1648, văn bản xác lập nguyên tắc tự trị giáo hội và cách thức các hội thánh có thể liên kết cộng tác mà vẫn giữ sự độc lập của mình. Từ vùng New England, mô hình Hội Thánh Tự trị lan rộng theo các đợt di cư về phía New York, rồi sang vùng lãnh thổ Tây Bắc cũ, và tiếp tục lan toả về phía Tây như một dòng sông đức tin không ngừng chảy theo bước chân những người định cư tiên phong. 
Ngày nay, truyền thống Hội Thánh Tự trị có mặt tại nhiều nơi trên thế giới, đặc biệt tại: Hoa Kỳ, Ireland, Argentina; các nước thuộc Khối Thịnh vượng chung như Vương quốc Anh, Canada, Nam Phi, Úc, New Zealand; và nhiều quốc đảo ở Thái Bình Dương. Sự hiện diện của phong trào tại các vùng đất này phần lớn là nhờ công lao của các tín hữu di cư theo lập trường bất đồng chính kiến hoặc qua nỗ lực truyền giáo của các tổ chức như Hội Truyền giáo Luân Đôn. Ngày nay, nhiều Hội Thánh Tự trị thuộc chủ nghĩa Tin Lành cũng tham gia vào Liên hiệp các Hội Thánh Tin Lành Tự trị Thế giới – một mạng lưới gắn kết đức tin và cộng đồng trên nền tảng độc lập và hợp tác. Theo thống kê của Trung tâm Nghiên cứu Pew, các Hội Thánh Tự trị chiếm khoảng 0,5% dân số Tin Lành toàn cầu – tuy con số khiêm tốn nhưng ảnh hưởng văn hoá – thần học và tổ chức của họ trong lịch sử Cơ Đốc giáo hiện đại là không thể phủ nhận.

## Niềm tin căn bản
Hội Thánh Công lí là một truyền thống Cải cách (theo thần học Calvin) trong Cơ Đốc giáo Tin Lành, đặc trưng bởi hình thức tổ chức giáo hội mà trong đó mỗi hội thánh đều tự trị. Trong suốt quá trình phát triển, các tín hữu Công lí đã chấp nhận và sử dụng nhiều bản tuyên xưng đức tin khác nhau, tiêu biểu là Tuyên ngôn Savoy, Cương lĩnh Cambridge và Bài tín điều Kansas City.
Khác với hệ phái Trưởng lão – vốn tổ chức giáo hội theo hình thức hội đồng các trưởng lão – Giáo hội Công lí chủ trương “hội chúng trị lí”, tức là mọi tín hữu trong một hội thánh địa phương đều có quyền quyết định về hình thức thờ phượng, bản tín điều, nhân sự lãnh đạo, và mọi công việc trong hội thánh, không chịu sự chi phối từ bất kì cơ quan bên ngoài nào. Nền tảng thần học của mô hình này là nguyên lí “tất cả tín hữu đều là thầy tế lễ” (en). Mục sư Charles Edward Jefferson – một nhà lãnh đạo nổi bật trong truyền thống Công lí – từng nhấn mạnh: “Mỗi tín hữu là một thầy tế lễ... và mỗi người con tìm kiếm Đức Chúa Trời đều trực tiếp nhận được sự khôn ngoan, sự dẫn dắt và quyền năng từ Ngài.” Chính vì thế, trong truyền thống này không có cha mẹ đỡ đầu theo nghi lễ truyền thống, bởi lẽ toàn thể hội chúng đóng vai trò đỡ đầu thuộc linh cho mọi trẻ em trong hội thánh.
Về mặt lễ nghi, Giáo hội Công lí công nhận hai Thánh lễ: Báp-têm và Tiệc Thánh. Họ thực hành báp-têm cho trẻ sơ sinh, nhưng không phân biệt giữa “báp-têm ấu nhi” và “báp-têm tín nhân”, vì cả hai đều là biểu tượng của sự gia nhập vào cộng đồng đức tin. Thánh lễ Tiệc Thánh thường được cử hành một hoặc hai lần mỗi tháng, tuỳ theo hội thánh. Ngoài ra, Giáo hội Công lí không cầu xin sự cầu thay của Mary, các thánh nhân, mà chỉ hướng về Đức Chúa Trời qua duy nhất Đức Chúa Giê-xu Christ. Trong lĩnh vực thánh ca, nhiều bài hát Công lí đã vượt qua ranh giới hệ phái để trở thành di sản thiêng liêng chung của Thế giới Cơ Đốc giáo, điển hình như: “Giờ được chiêm ngưỡng thập giá” (Thánh ca số 27) và “Ngày vui vẻ” (Thánh ca số 210).

### Nguyên tắc niềm tin
Hội Thánh Công lí chủ trương rằng quyền lợi và trách nhiệm của tín hữu không nên bị trói buộc bởi bất kì quyền lực hay thẩm quyền áp đặt nào. Họ không công nhận bất kì tín điều hay nghi lễ nào được quy định một cách áp đặt từ trên xuống. Khi cần phải trình bày các nguyên lí giáo lí cho hệ phái của mình, họ cũng khẳng định rằng các bài tín điều không nhằm ràng buộc cá nhân hay từng hội thánh, mà chỉ phản ánh đức tin chung và thực hành phổ quát của cộng đồng.
Lời mở đầu trong Tuyên ngôn Savoy đã nêu rõ lập trường: không ủng hộ việc áp dụng quyền lực để cưỡng ép tín điều, không đòi hỏi mọi hội thánh phải tuyệt đối đồng nhất trong niềm tin, mà nên khoan dung, không chấp nhặt tiểu tiết, chấp nhận sự khác biệt trong tinh thần tương kính.
Hội Thánh Công lí có hai bản văn kiện kinh điển:
1. Tuyên ngôn Savoy (en): nền tảng niềm tin và nguyên tắc tổ chức của Hội Thánh Công lí tại Anh quốc, được biên soạn dựa trên Bài tín điều Westminster của tông phái Trưởng lão, nhưng có chỉnh sửa và bổ sung đáng kể phần “Tuyên xưng Đức tin” sau phần “Lời mở đầu”. Văn kiện này được Hội Thánh Công lí Bắc Mỹ (en) chính thức tiếp nhận và xác nhận tại các hội nghị năm 1680 và 1708.
2. Cương lĩnh Cambridge (en): tài liệu quan trọng nhất của Hội Thánh Công lí tại Bắc Mỹ, được các di dân Thanh giáo soạn thảo năm 1648 và ấn hành năm 1649. Đây là nền tảng đầu tiên thể chế hoá hình thái tổ chức và đức tin của các hội thánh tại New England.

### Giáo lí
Về giáo lí, hầu hết các Hội Thánh Công lí đều duy trì lập trường chính thống Calvin, tuy nhiên nhấn mạnh hơn đến tự do đức tin so với hệ phái Trưởng lão hay Giám lí. Hội Thánh Công lí:
- Công nhận thẩm quyền khải thị của Kinh Thánh, nhưng tôn trọng sự khác biệt trong cách hiểu Kinh Thánh của từng cá nhân.
- Cho phép mỗi hội thánh tự do lựa chọn bài tín điều mà mình tuân theo, không tuyệt đối hoá hay thần thánh hoá tín điều.
- Tín hữu chỉ cần tuyên xưng đức tin nơi Chúa Giê-xu là Đấng Cứu thế là có thể được tiếp nhận làm thành viên hội thánh.
- Đề cao lý trí cá nhân và tự do niềm tin, luôn bảo vệ quyền lợi cho các thành viên thiểu số có quan điểm khác biệt.
- Thực hành hai Thánh lễ: Báp-têm (đa số là báp-têm trẻ nhỏ) và Tiệc Thánh.
- Coi Lời Chúa là trung tâm của đời sống hội thánh, nên giảng luận đóng vai trò trọng yếu.
- Bình đẳng giới: Nam và nữ đều có quyền được phong chức và đảm nhiệm vai trò lãnh đạo trong hội thánh như nhau.

### Lễ nghi
Hội Thánh Công lí thực hành hai Thánh lễ: Báp-têm và Tiệc Thánh, với các đặc điểm sau:
- Xem Thánh lễ là biểu tượng và ấn chứng thiêng liêng của đức tin trong cộng đồng hội thánh.
- Báp-têm được xem là nghi lễ khai sinh thuộc linh, mang tính thiêng liêng và ban ơn.
- Về Tiệc Thánh, họ ủng hộ quan điểm “tham dự thuộc linh” theo tư tưởng Calvin.
- Trình tự thờ phượng: hát thánh ca – cầu nguyện – đọc Kinh Thánh – giảng đạo – chúc phước, và Tiệc Thánh thường được tổ chức hàng tháng.
- Tín hữu ngồi tham dự nghi lễ, tạo không khí trang nghiêm và cộng đồng.

### Tổ chức giáo hội
Về mặt tổ chức, Hội Thánh Công lí nhấn mạnh:
- Hội thánh là sự hiệp nguyện tự nguyện của các tín hữu, mỗi hội thánh có quyền tự chủ hoàn toàn về tư pháp, hành chính, quản trị và nhân sự. Mối liên hệ giữa các hội thánh là tương trợ, tư vấn, không có cấp trên – cấp dưới. Các hội thánh tự lực kinh tế nhưng sẵn sàng hỗ trợ lẫn nhau.
- Mọi tín hữu đều là thầy tế lễ, dù việc cử hành lễ nghi thường do mục sư đảm trách, nhưng không có quy định ngăn cấm tín hữu khác tham gia phát Thánh lễ trong một số trường hợp.
- Mỗi hội thánh có quyền quyết định tín điều, hình thức thờ phượng, chương trình nghi lễ và bầu chọn nhân sự lãnh đạo một cách dân chủ. Ban đầu có bốn chức vụ: Trưởng lão, Mục sư, Giáo sư và Chấp sự; ngày nay phổ biến chỉ còn hai: Mục sư và Chấp sự.
- Người muốn gia nhập hội thánh phải được hội thánh bỏ phiếu chấp thuận, với điều kiện là xác quyết nền tảng đức tin, thề nguyện trung tín với hội thánh và chấp nhận giao ước của hội thánh.